# I Love You, You Hate Me
I Love You, You Hate Me fue una miniserie documental de Peacock estrenada en 2022 y que trata sobre la serie televisiva infantil Barney y sus amigos y la cultura de gran odio derivado por parte del público adulto hacia su protagonista, Barney. También aborda las circunstancias y rumores sobre uso de varias drogas relacionados al programa, así como la vida de sus participantes después de que el programa se acabara. La serie sólo duró una temporada de dos episodios.

## Sinopsis
La miniserie trataba sobre la dicotomía entre la intención de los creadores y participantes de la serie Barney y sus amigos, que duró 14 temporadas y fue muy popular en la década de los años 1990 y 2000, de hacer una serie que fomentara la tolerancia, el aprecio y la empatía entre los niños, y el resultado colateral de tener que haber lidiado mucho con el gran odio que despertó el personaje (incluida la quema de muñecos de peluches de Barney) junto con el surgimiento de teorías conspirativas relacionadas.
Los actores intérpretes de Barney, David Joyner y Bob West, contaron haber pasado muy malos ratos durante el rodaje del programa; hubo un gran tiroteo en una ocasión relacionado con el gran odio hacia el programa, y Bob West, el último intérprete de Barney, relató cómo su familia y él recibieron muchas amenazas de muerte y desmembramiento.
También se aborda el hecho de que la creadora Sheryl Leach le dedicara el programa a su hijo Patrick Leach, quien terminó arrestado durante cinco años por el asesinato de su vecino en 2013.

## Estilo
Fue un documental presentado en el formato de una miniserie dividida en dos partes que combinó material de archivo con entrevistas realizadas a los intérpretes de Barney, así como miembros del equipo creativo y otros participantes del programa infantil.

## Crítica
En el sitio web de reseñas Rotten Tomatoes, la miniserie tiene un índice de aprobación del 78%. En Metacritic, la miniserie tiene una puntuación promedio ponderada de 65 sobre 100, según 6 críticos, indicando «críticas generalmente favorables».